# Oops! Mr. Superstar Hit on Me
Oops! Mr. Superstar Hit on Me (tiếng Thái: ซุป'ตาร์กับหญ้าอ่อน; RTGS: Sup'ta Kap Ya On; tạm dịch: Chàng siêu sao và nàng cỏ non) là một bộ phim truyền hình Thái Lan phát sóng năm 2022 với sự tham gia của Ramida Jiranorraphat (Jane) và Nawat Kulrattanarak (Pong). Bộ phim được chuyển thể từ bộ tiểu thuyết cùng tên của nhà văn Rose.
Bộ phim được đạo diễn bởi Pin Kriengkraisakul và sản xuất bởi GMMTV cùng với On & On Infinity. Đây là một trong 22 dự án phim truyền hình cho năm 2022 được GMMTV giới thiệu trong sự kiện "GMMTV 2022 Borderless" vào ngày 1 tháng 12 năm 2021. Bộ phim được phát sóng vào lúc 20:30 (ICT), thứ Hai và thứ Ba trên GMM 25 và có mặt trên nền tảng trực tuyến Viu vào 22:30 (ICT) cùng ngày, bắt đầu từ ngày 20 tháng 6 năm 2022. Bộ phim kết thúc vào ngày 26 tháng 7 năm 2022.

## Nội dung
Cake (Ramida Jiranorraphat) là một chuyên gia trang điểm mới được nhận vào một đoàn sản xuất phim. Sau một lần đi quay và có tổ chức tiệc, Cake tỉnh dậy vào hôm sau và thấy mình đang trên giường cùng với Ton Narubase (Nawat Kulrattanarak) - người hiện đang "nổi như cồn" khắp châu Á. Sau đó, họ dần dần phát triển mối quan hệ của mình. Tuy nhiên, mối quan hệ lại gặp không ít trắc trở. Một phần là tuổi tác, quan trọng hơn là đời sống siêu sao cực kỳ phức tạp của Ton. Liệu Cake có chấp nhận đối mặt với thử thách và đến bên Ton?

## Diễn viên

### Diễn viên chính
- Ramida Jiranorraphat (Jane) vai Cake
- Nawat Kulrattanarak (Pong) vai Ton

### Diễn viên phụ
- Nicole Theriault vai Kanda (mẹ của Cake)
- Pusit Dittapisit (Fluke) vai Nadol
- Gawin Caskey (Fluke) vai D-Day
- Pansa Vosbein (Milk) vai Now
- Pimthong Washirakom (Dao) vai Pat
- Juthapich Indrajundra (Jamie) vai Tan
- Tharatorn Jantharaworakarn (Boom) vai Sunny
- Thanaboon Wanlopsirinun (Na) vai Chao-Chao
- Wasana Sitthiwet (Koi) vai Bà vú
- Narumol Nilawan vai Toom (mẹ của Ton)

### Khách mời
- Naravit Lertratkosum (Pond) vai Tim (Tập 12)

## Nhạc phim
| Tên bài hát               | Thể hiện | Ref.  |
| ------------------------- | -------- | ----- |
| พิสูจน์ (Prove It) (Phi Sut) | SIZZY    | [ 5 ] |

## Đón nhận

### Rating truyền hình Thái Lan
- Trong bảng dưới đây, màu xanh biểu thị rating thấp nhất và màu đỏ biểu thị rating cao nhất.

| Tập        | Khung giờ (UTC+07:00)   | Ngày phát sóng      | Tỷ lệ rating trung bình | Ref.     |
| ---------- | ----------------------- | ------------------- | ----------------------- | -------- |
| 1          | Thứ Hai - Thứ Ba, 20:30 | 20 tháng 6 năm 2022 | 0.092%                  | [ 6 ]    |
| 2          | Thứ Hai - Thứ Ba, 20:30 | 21 tháng 6 năm 2022 | 0.120%                  | [ 7 ]    |
| 3          | Thứ Hai - Thứ Ba, 20:30 | 27 tháng 6 năm 2022 | 0.108%                  | [ 8 ]    |
| 4          | Thứ Hai - Thứ Ba, 20:30 | 28 tháng 6 năm 2022 | 0.099%                  | [ 9 ]    |
| 5          | Thứ Hai - Thứ Ba, 20:30 | 4 tháng 7 năm 2022  | 0.135%                  | [ 10 ]   |
| 6          | Thứ Hai - Thứ Ba, 20:30 | 5 tháng 7 năm 2022  | 0.152%                  | [ 11 ]   |
| 7          | Thứ Hai - Thứ Ba, 20:30 | 11 tháng 7 năm 2022 | 0.157%                  | [ 12 ]   |
| 8          | Thứ Hai - Thứ Ba, 20:30 | 12 tháng 7 năm 2022 | 0.151%                  | [ 13 ]   |
| 9          | Thứ Hai - Thứ Ba, 20:30 | 18 tháng 7 năm 2022 | 0.124%                  | [ 14 ]   |
| 10         | Thứ Hai - Thứ Ba, 20:30 | 19 tháng 7 năm 2022 | 0.156%                  | [ 15 ]   |
| 11         | Thứ Hai - Thứ Ba, 20:30 | 25 tháng 7 năm 2022 | 0.050%                  | [ 16 ]   |
| 12         | Thứ Hai - Thứ Ba, 20:30 | 26 tháng 7 năm 2022 | 0.167%                  | [ 17 ]   |
| Trung bình | Trung bình              | Trung bình          | 0.126% 1                | 0.126% 1 |

^1  Dựa trên tỷ lệ rating trung bình mỗi tập.